# 類鼻疽
類鼻疽（るいびそ、英:melioidosis）とは、類鼻疽菌（バークホルデリア・シュードマレイ(Burkholderia pseudomallei) ）感染を原因とする人獣共通感染症。
メリオイドーシスとも言う。

## 概要
類鼻疽は感染症法の4類感染症に指定。病原体である類鼻疽菌（バークホルデリア・シュードマレイ(Burkholderia pseudomallei) ）は、感染症法の特定病原体第3種に指定され更にBSL3に指定され、CDC category Bにカテゴライズされる。家畜伝染病でもある（後述）。
主に東南アジア、オセアニア北部の土壌、水辺に広く分布する自然土壌細菌である。日本国内には分布しない。
類鼻疽菌はグラム陰性、好気性桿菌であり土壌菌。汚染された土壌や水からの経気道的あるいは経口的に感染が成立する。主として齧歯類の感染症であるが、しばしばヒトを含む種々の動物に感染する。

## 疫学

### ヒト感染症
感染症法の三種病原体に指定されており、糖尿病や免疫不全ほか基礎疾患群から検出されやすい。肺炎や敗血症を起こす。敗血症下の致命率は50% - 90%と高く致命的である。

### 家畜伝染病
日本では家畜伝染病予防法において届出伝染病に指定されており、対象動物は牛、水牛、しか、馬、めん羊、山羊、豚、いのしし。
多くの動物では急性例では発熱、食欲不振などを呈し、慢性例では食欲不振、元気消失が見られる。豚では不顕性感染を示す。全身のリンパ節や諸臓器に乾酪化結節や膿瘍を形成する（鼻疽様結節）。ワクチンは存在せず、感染した家畜は治療を行わずに屠殺することが最善である。治療にはミノサイクリンやピペラシリンなどが有効である。
感染から発症までは一定せず、数時間から20数年と幅がある。